# ۱۱۴۴ (قمری)
۱۱۴۴ (قمری)، هزار و صد و چهل و چهارمین سال در گاهشماری هجری قمری است. اول محرم این سال برابر با ششم ژوئیه سال ۱۷۳۱ میلادی است.